# Les Enfants du Pirée
Les Enfants du Pirée è un album in studio della cantante franco-italiana Dalida, pubblicato nel 1960 da Barclay.

## Tracce
Lato A
1. Les enfants du Pirée
2. T'aimer follement
3. Dans les rues de Bahia
4. De Grenade à Seville
5. Le petit clair de lune

Lato B
1. Romantica
2. Vieni vieni si...
3. Le bonheur
4. S'endormir comme d'habitude
5. L'arlequin de Tolède